# Botewgradzki prochod
Przełęcz Botewgradzka, Arabakonak (bułg. Ботевградски проход, Botewgradzki prochod, Арабаконак) – przełęcz (970 m n.p.m.) w zachodniej Starej Płaninie, przez którą od 1866 przechodziła główna droga z Sofii do północnej Bułgarii (przez Botewgrad do Plewenu i Ruse), poprowadzona przez Midhata Paszę. Jej długość to 7 km.
Na przełęczy miało miejsce kilka ważnych wydarzeń w najnowszej historii Bułgarii. 22 września 1872 na przełęczy dokonano Rozboju Arabakonackiego (akcji ekspropriacyjnej), w którym uczestniczył Dimityr Nikołow – „Obszti” (Wspólny).
W czasie wojny rosyjsko-tureckiej (1977–1878) zimą (listopad-grudzień) 1877 na przełęczy stoczono krwawą bitwę pod Arabakonakiem między rosyjskimi i osmańskimi wojskami.
14 kwietnia 1925 grupa anarchistów dokonała na Arabakonaku zamachu na cara Borysa III.
Do 1942 roku Przełęcz Botewgradzka nosiła nazwę Arabakonak.